# Herrán (ort)
Herrán är en ort i Colombia.   Den ligger i departementet Norte de Santander, i den norra delen av landet, 400 km nordost om huvudstaden Bogotá. Herrán ligger 1 960 meter över havet och antalet invånare är 1 648.
Terrängen runt Herrán är bergig norrut, men söderut är den kuperad. Runt Herrán är det ganska tätbefolkat, med 78 invånare per kvadratkilometer. Närmaste större samhälle är Chinácota, 17,2 km nordväst om Herrán. I omgivningarna runt Herrán växer i huvudsak städsegrön lövskog.